# NGC 5837
NGC 5837 é uma galáxia espiral barrada (SBbc) localizada na direcção da constelação de Boötes. Possui uma declinação de +12° 38' 02" e uma ascensão recta de 15 horas, 04 minutos e 40,6 segundos.
A galáxia NGC 5837 foi descoberta em 19 de Junho de 1887 por Lewis A. Swift.